# 적의 사과
적의 사과(Enemy's Apple)는 한국에서 제작된 이수진 감독의 2007년 드라마, 코미디 영화이다. 유승목 등이 주연으로 출연하였다.

## 출연

### 주연
- 유승목
- 이종필
- 김기천

## 제작진
- 프로듀서: 권남균
- 조명: 성태경
- 녹음: 정인호
- 믹싱: 장철호
- 미술: 황주혜